# Jersey op de Gemenebestspelen

Vlag van Jersey

Jersey is een eiland dat deelneemt aan de Gemenebestspelen (of Commonwealth Games). Sinds 1958 heeft Jersey zeventienmaal deelgenomen. In totaal over deze zeventien edities won Jersey 4 medailles.

## Medailles
| Jersey op de Gemenebestspelen | Jersey op de Gemenebestspelen | Jersey op de Gemenebestspelen | Jersey op de Gemenebestspelen | Jersey op de Gemenebestspelen | Jersey op de Gemenebestspelen |
| ----------------------------- | ----------------------------- | ----------------------------- | ----------------------------- | ----------------------------- | ----------------------------- |
| Jaar                          | Goud                          | Zilver                        | Brons                         | Totaal                        | Rang                          |
| 1958                          | -                             | -                             | -                             | -                             | /                             |
| 1962                          | -                             | -                             | 1                             | 1                             | 17                            |
| 1966                          | -                             | -                             | -                             | -                             | /                             |
| 1970                          | -                             | -                             | -                             | -                             | /                             |
| 1974                          | -                             | -                             | -                             | -                             | /                             |
| 1978                          | -                             | -                             | -                             | -                             | /                             |
| 1982                          | -                             | -                             | -                             | -                             | /                             |
| 1986                          | -                             | -                             | 1                             | 1                             | 14                            |
| 1990                          | 1                             | -                             | 1                             | 2                             | 17                            |
| 1994                          | -                             | -                             | -                             | -                             | /                             |
| 1998                          | -                             | -                             | -                             | -                             | /                             |
| 2002                          | -                             | -                             | -                             | -                             | /                             |
| 2006                          | -                             | -                             | -                             | -                             | /                             |
| 2010                          | -                             | -                             | -                             | -                             | /                             |
| 2014                          | -                             | -                             | -                             | -                             | /                             |
| 2018                          | -                             | -                             | -                             | -                             | /                             |
| 2022                          | -                             | -                             | -                             | -                             | /                             |